# Beleg van Recife (1630)
Het Beleg van Recife vond plaats van 14 februari tot 3 maart 1630, in Portugees Brazilië (Pernambuco) en was onderdeel van de Portugees-Nederlandse Oorlog. Dit ontketende een oorlog om Brazilië, wat leidde tot het stichten van een Nederlandse kolonie in die regio, genaamd Nieuw-Holland. Uiteindelijk zou koninkrijk Portugal de meeste veroverde gebieden weer heroveren.
Een Nederlandse invasievloot van 67 schepen zette ruim 7000 man aan land. De Portugese mankracht bestond uit zo'n 2000 man en ze zetten 16 van hun 38 schepen als branders in. Hun exacte verliezen zijn onbekend, maar ze trokken zich terug in het versterkte kamp Arraial do Bom Jesus na alle schepen en suikerpakhuizen in Recife in brand gestoken te hebben.

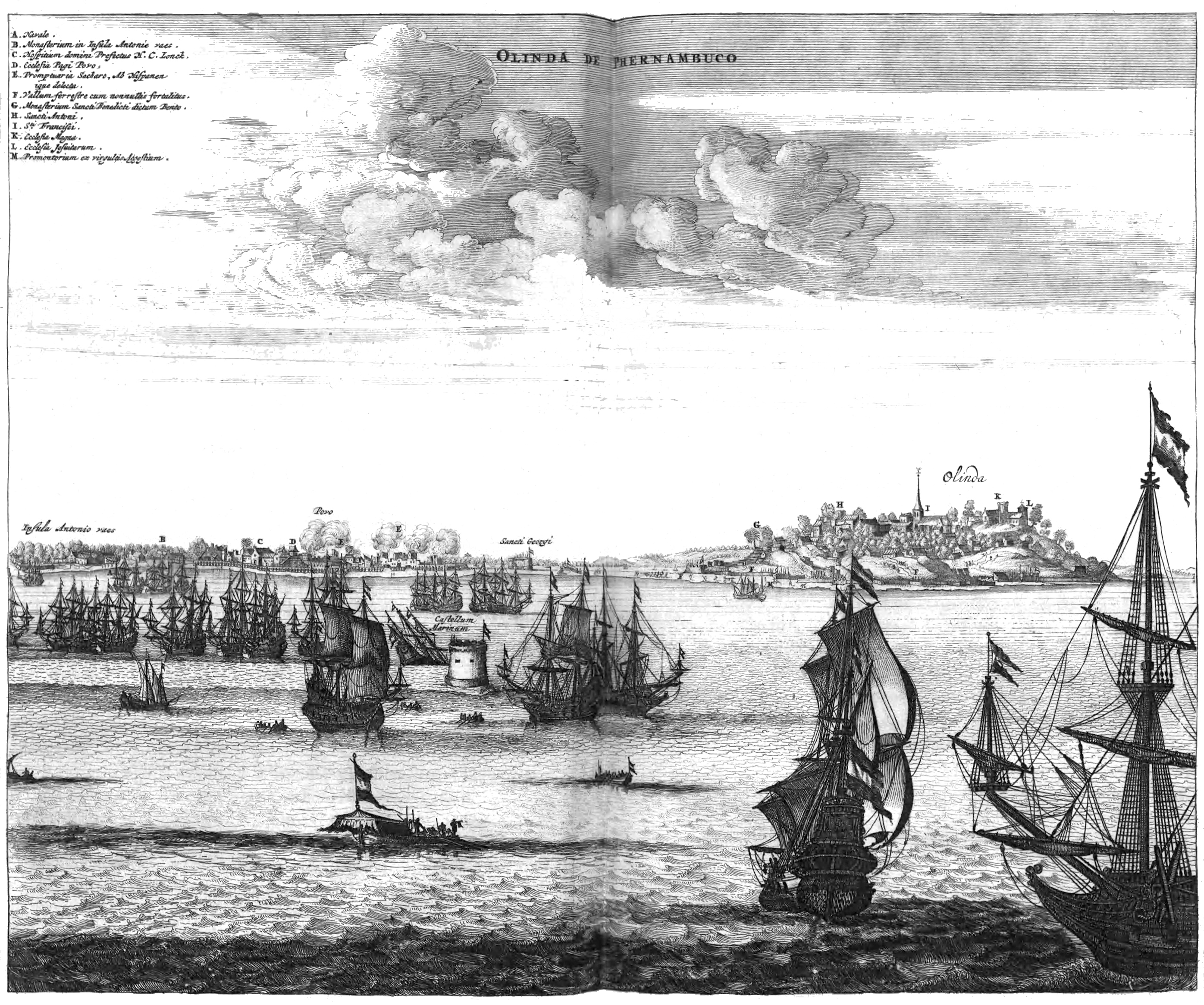
De belegering van nabijgelegen Olinda in 1630
(1671), John Ogilby